# Дей, Петер
Петер Дей (венг. Dely Péter; 5 июля 1934, Шарошпатак — 29 декабря 2012) — венгерский шахматист, почётный гроссмейстер (1999), тренер.
Чемпион Венгрии (1969).
В составе сборной Венгрии участник двух командных первенств Европы (1965, 1970), призёр в командном зачёте.

## Изменения рейтинга
| Графики недоступны из-за технических проблем. См. информацию на Фабрикаторе и на mediawiki.org. |